# چیلدرزبرگ (آلاباما)
چیلدرزبرگ (به انگلیسی: Childersburg) شهری در شهرستان تالادیگا ایالت آلاباما است که مساحت آن ۳۲٫۶۳ کیلومتر مربع است و در سرشماری سال ۲۰۱۰ میلادی، ۵٬۱۷۵ نفر جمعیت داشته و تراکم جمعیتی آن، ۱۵۸٫۶ نفر در هر کیلومتر مربع بوده است.

## نگارخانه

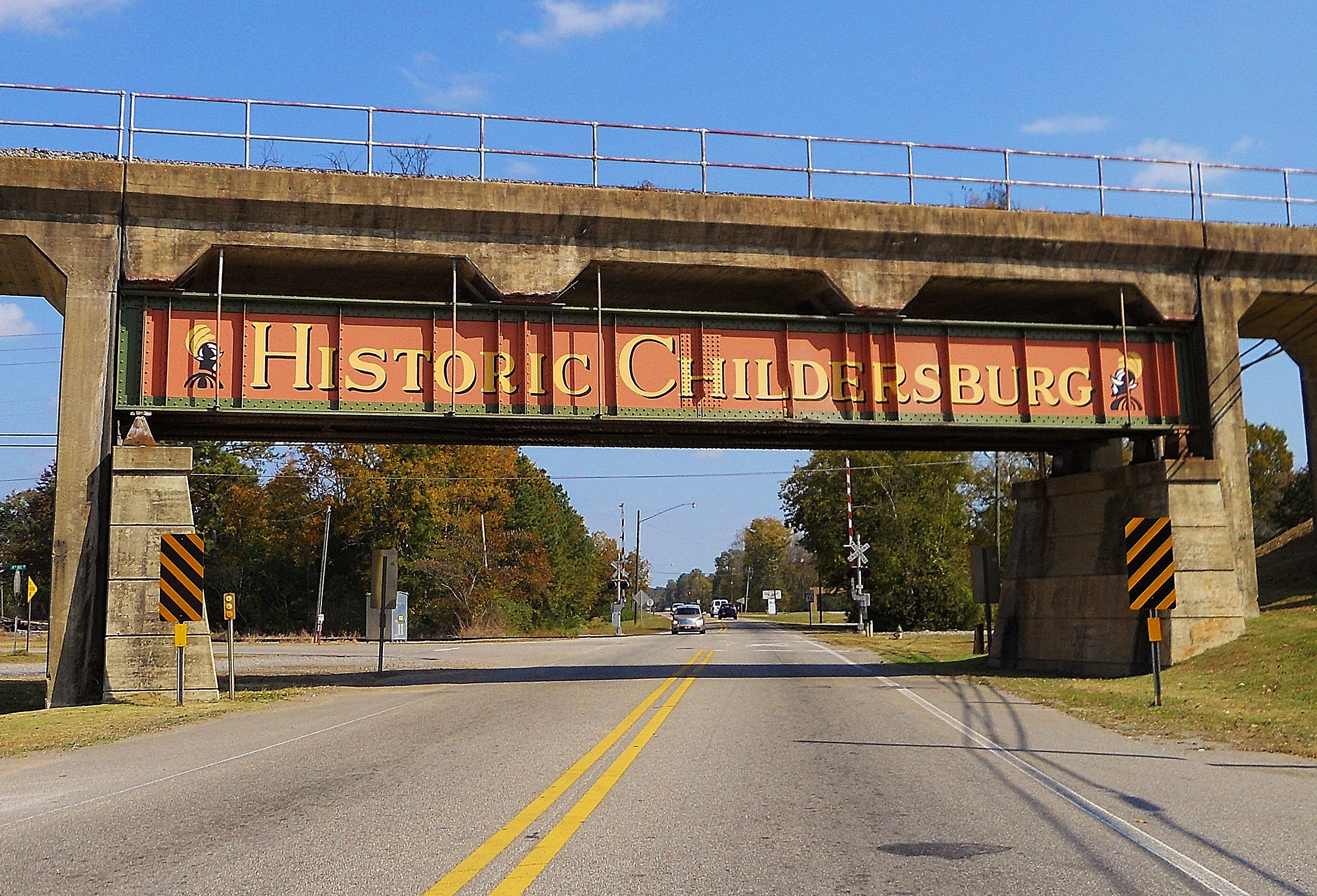
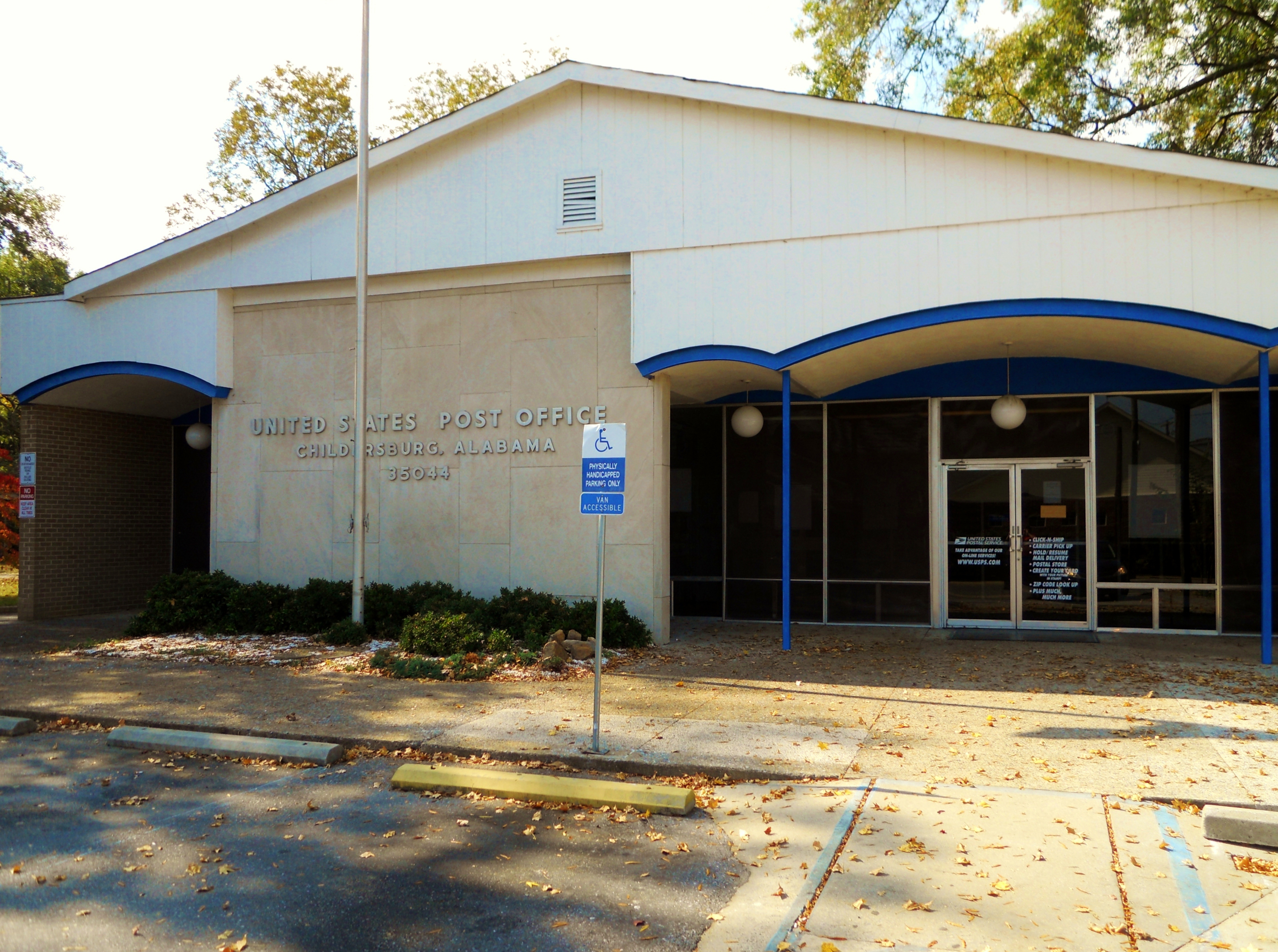
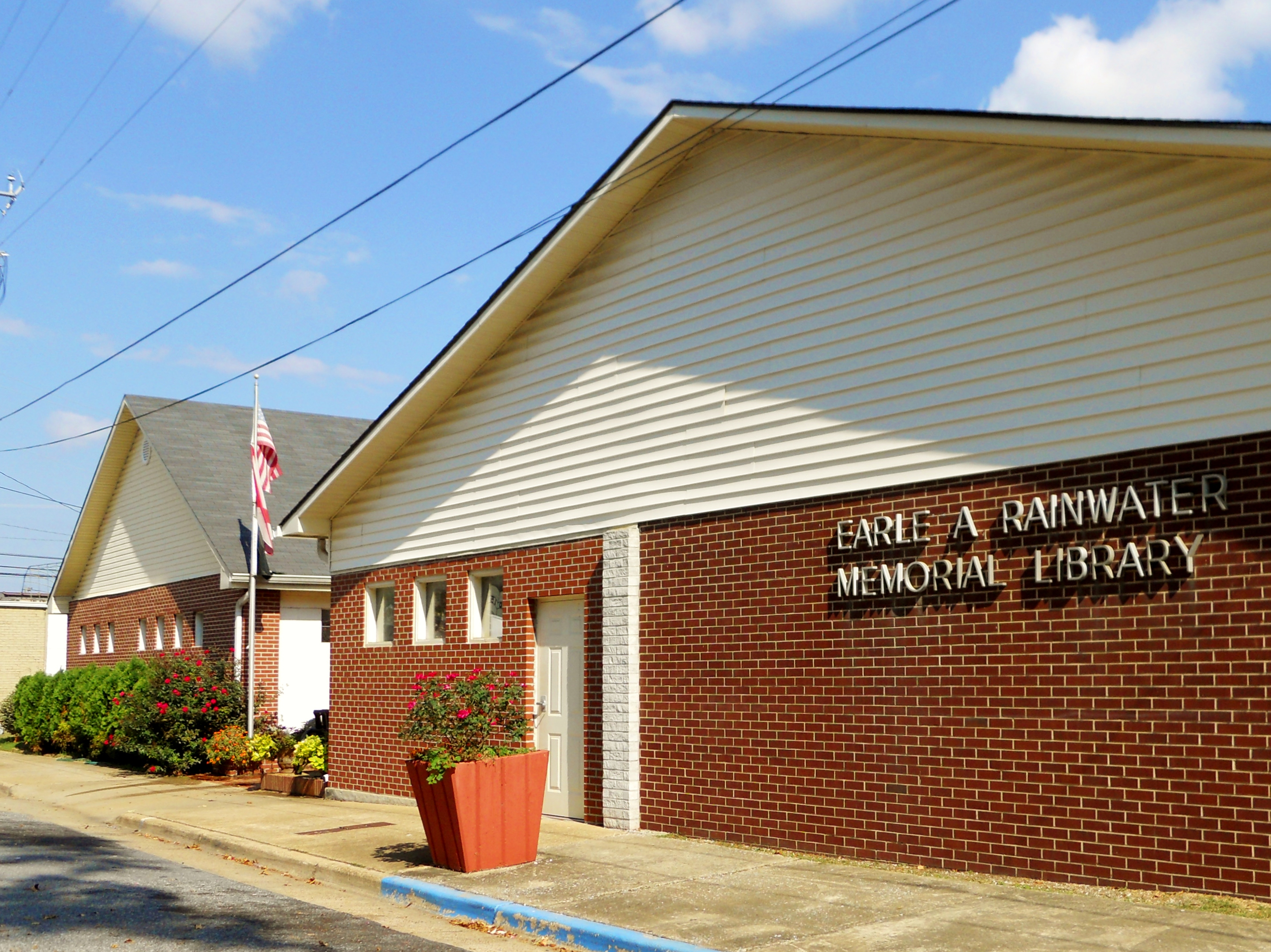
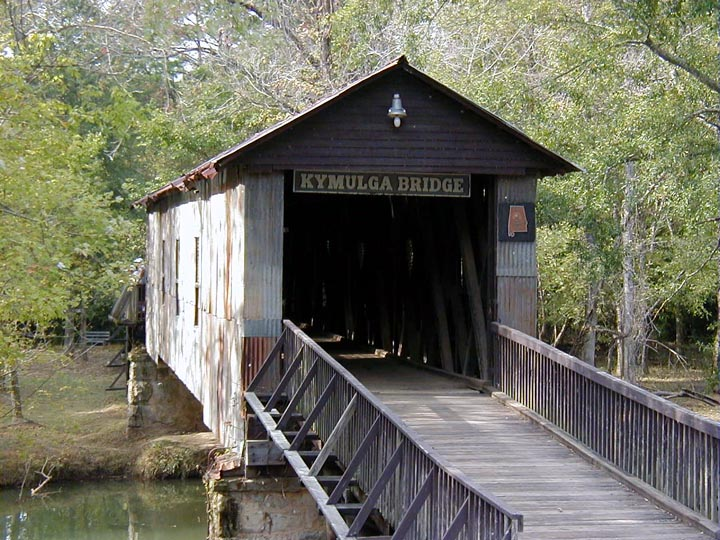
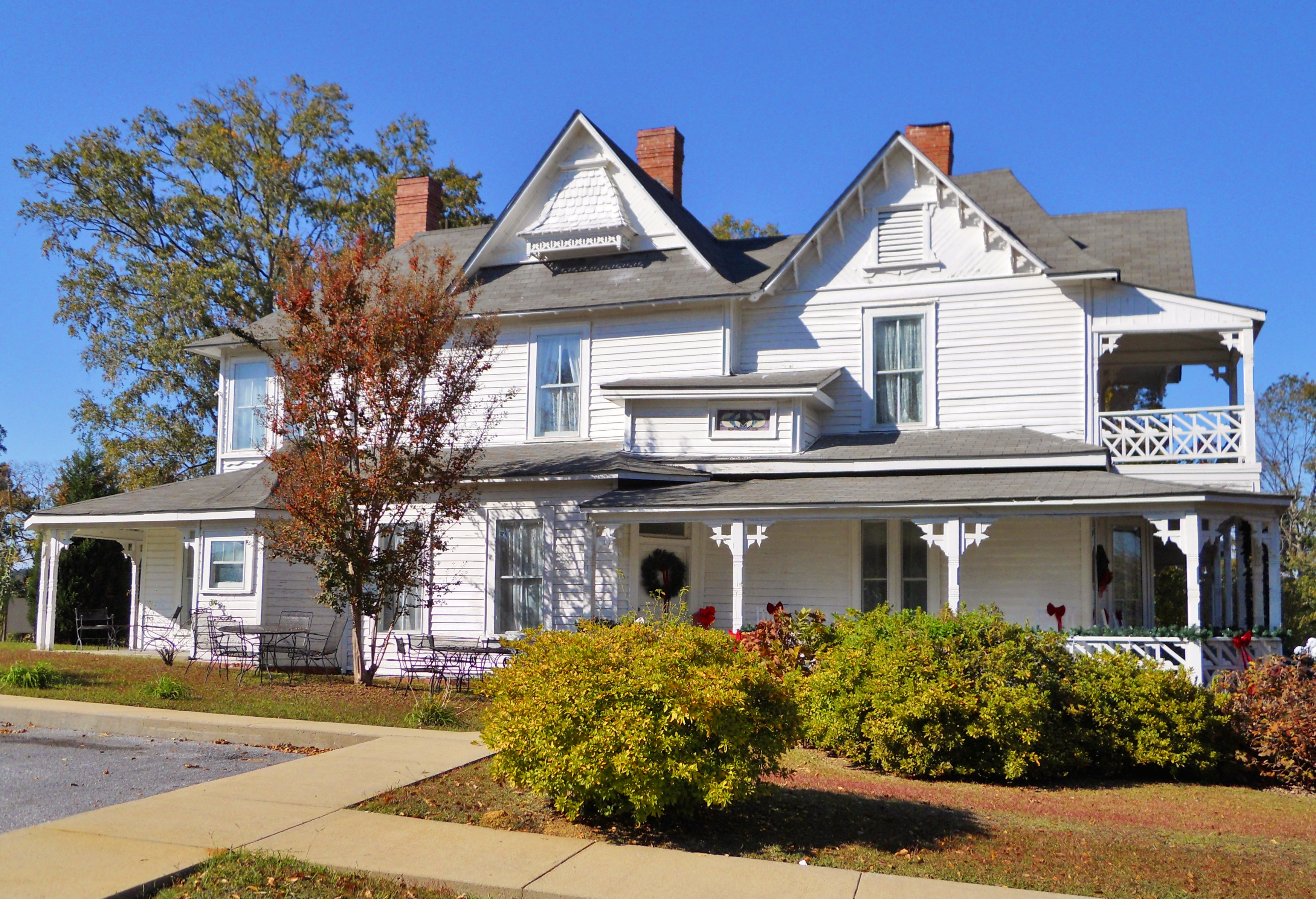

## موقعیت جغرافیایی
موقعیت جغرافیایی شهرها و مناطق اطراف به شرح زیر است: